# Futebol nos Jogos Mundiais Militares de 2011
O futebol nos Jogos Mundiais Militares de 2011 foi realizado em cinco estádios das cidades do Rio de Janeiro e de Mesquita: Estádio São Januário, UNIFA, EsEFEx, Ciaga, e Estádio Giulite Coutinho, com as finais masculinas ocorrendo no Estádio Olímpico João Havelange. Os jogos foram realizados entre 15 e 24 de julho de 2011.
No masculino competiram 12 seleções divididas em 3 grupos. No torneio feminino participaram 6 equipes divididas em dois grupos

## Calendário
| Julho   | 15 | 16 | 17 | 18 | 19 | 20 | 21 | 22 | 23 | 24 |
| ------- | -- | -- | -- | -- | -- | -- | -- | -- | -- | -- |
| Futebol |    |    |    |    |    |    |    |    | •  | •  |

|  | Dia de competição |  | Dia de final |

## Sedes
Todas as sedes estão localizadas na cidade do Rio de Janeiro, exceto pelo Estádio Giulite Coutinho que fica na cidade de Mesquita. Ao todo, serão usados seis estádios:
|                                                                   |                                                                  |                                                                        |
|                                                                   |                                                                  |                                                                        |
| Estádio Olímpico João Havelange Capacidade: 46.931                | Estádio São Januário Capacidade: 24.584                          | Estádio Giulite Coutinho Capacidade: 12.840                            |
| não disponível                                                    |                                                                  | não disponível                                                         |
| Universidade da Força Aérea Brasileira Capacidade: não disponível | Escola de Educação Física do Exército Capacidade: não disponível | Centro de Instrução Almirante Graça Aranha Capacidade: não disponível' |

## Eventos
- Torneio masculino (12 equipes)
- Torneio feminino (6 equipes)

## Medalhistas
| Evento             | Ouro | Prata | Bronze |
| Masculino detalhes | Argélia · Lyes Aissani · Fethi Benameur · Hacène Okbi Benhaddouche · Hicham Belkaroui · Lakhdar Bentaleb · Lyès Saïdi · Ilyes Sidhoum · Karim Aït Tahar · Koceila Berchiche · Maâmar Youcef · Mohamed Amroune · Mohamed Aberran · Mohamed Chenah · Mourad Berrefane · Omar Ousmaïl · Reda El Far · Sid Ahmed Aouedj · Ismaïl Bentayeb · Sofiane Khelili · Zakaria Charrouf | Egito · Ahmed Barry · Ahmed Eid · Ahmed Hassan · Aly Hefny · Amer Sabry · Elhany Soliman · Eslam Ramadam Rashed · Gharib Hafez · Hamdy Hussein · Kamal Aly · Mahmoud Abderazek · Mohamed Abdelshafi · Mohamed Fathy · Mohamed Ibrahim · Mohamed Said · Nour Elsayed · Osama Ragab · Sedik Ahmed · Sherif Reda · Tarek Hamed                                                          | Brasil · Alexandre da Silva · Alexandre Moura · Eules Gomes · Carlos Conceição · Fábio Augusto de Castro · Francis Coutinho · José da Cruz · Leonardo Santos · Luciano Portela · Luiz Fernando Freitas · Marcos Campos · Nilton César · Renildo Gomes · Roberto Brás · Rodrigo Silva · Ronaldo Costa · Sandro Perlin · Thiago Philip · Vladimir dos Santos · Wagner da Souza |
| Feminino detalhes  | Brasil · Ana Freitas · Maycon · Bárbara Ferreira · Carla Oliveira · Cecília Silva · Daniele Batista · Danielle Silva · Gisiane Figueiredo · Kátia Cilene · Luana Liberato · Maria Alves · Maria Mariano · Melissa Sodré · Michele Reis · Rebeca Oliveira · Roberta Lima · Tânia Maranhão · Tatiane da Silva · Thessa de Paula · Vanessa Cataneo                            | Alemanha · Barbara Legrand · Carolin Schwartze · Chadia Freyhat · Christina Sodar Dorr · Conny Pohlers · Corinna Sartorius · Corinne-Yvone Holtgraeve · Jasmin Hommel · Jasmin Liebl · Jasmin Wollmisterdt · Jennifer Holtgraeve · Jenny Napieraj · Kerstin Stegemann · Lisa Weiss · Maren Toerne · Marie Fuhr · Nina Bornkessel · Nina Mittrop · Stephanie Borold · Vanessa Skradde | Países Baixos · Anne Bih · Daisy Jansen · Daisy von Werenbeen · Daphne Smit · Jessica Torny · Jesue Karl · Judith Kuipers · Kim Dyhstra · Kim van Zent · Leoni Tromp · Loes Oostrom · Maartje Hommeles · Nathalie Donhersloot · Petra Dugardein · Rebecca Tousalwa · Salma de Koh · Sure Scheerdek · Wendy van de Wiel                                                       |

## Quadro de Medalhas
| Ordem | País          | Medalha de ouro | Medalha de prata | Medalha de bronze | Total |
| ----- | ------------- | --------------- | ---------------- | ----------------- | ----- |
| 1     | Brasil        | 1               |                  | 1                 | 2     |
| 2     | Argélia       | 1               |                  |                   | 1     |
| 3     | Alemanha      |                 | 1                |                   | 1     |
| 3     | Egito         |                 | 1                |                   | 1     |
| 5     | Países Baixos |                 |                  | 1                 | 1     |